# Ruffy Landayan
Ruffy Landayan is een Amerikaans jeugdacteur. Hij heeft rollen gehad in onder andere iCarly.

## Filmografie

### Acteur
- iCarly (2007-2008)
- Talkshow with Spike Feresten (2007)
- Finishing the Game: The Search for a New Bruce Lee (2007)
- The 9/11 Commission Report (2006)
- Dracula's Curse (2006)

### Prijzen
- AZN Asian Excellence Awards (2007)
- Asian Excellence Awards (2006)